# Свитцер, Хенрик
Хенрик Свитцер (дат. Henrik Svitzer) — датский флейтист и педагог.

## Биография
Родился в семье музыкантов. Отец был пианистом, мать — скрипачкой. Ранние годы провел с родителями на юге Швеции в городе Мальмё. 
В 16 лет поступил в Королевскую Академию музыки в Копенгагене. Учился у Пола Биркенлунда, позднее у Марселя Моиза, Джулиуса Бейкера (США). Лауреат многочисленных музыкальных премий, в том числе Гран-при конкурсов молодых исполнителей во Франции и Германии и «Восток-Запад» в Нью-Йорке в 1978. В 1973 году ему было присвоено звание лучшего флейтиста Дании. В 1976-77 годах Хенрик Свитцер работал в Центре креативного и исполнительского искусства Нью-Йоркского университета в Буффало. 
Профессор Королевской Академии музыки в Копенгагене и Академии музыки им. К.Нельсена (Оденсе, Дания). Проводит многочисленные мастер-классы в консерваториях Европы, член жюри многочисленных интернациональных конкурсов. В 2006 году вместе с сыном основал нотное издательство Edition Svitzer, которое издает как современную музыку, так и произведения XVII-XVIII веков. Президент Датского общества флейтистов.
Хенрик Свитцер как солист играл с оркестрами Копенгагена, Оденсе, Зеланда, Бергена, а также в симфоническом оркестре Королевской оперы (Копенгаген) под руководством таких дирижёров, как Пьер Булез, Джон Барбиролли, Георг Шолти, Пааво Берглунд. Выступал с сольными концертами в Европе, США, Японии, России, Украине, странах Балтики. На протяжении 20 лет Хенрик Свитцер играл в составе флейтового квартета имени Фридриха Кулау, записавшего все произведения известного датского композитора XVIII века. Издавал и репрезентовал в Европе музыку украинского композитора Евгения Станковича.